# Carmen Soler
Carmen Soler (Asunción, 4 de agosto de 1924 - Buenos Aires, 19 de noviembre de 1985) fue una profesora, poeta, y militante del Partido Comunista Paraguayo. Fue varias veces presa y exiliada, por luchar contra la dictadura de Alfredo Stroessner.

## Juventud
Nació en Asunción, capital del Paraguay, donde cursó sus estudios primarios y secundarios. Finalizados sus estudios y ya casada con Marco Aurelio Aponte, se trasladaron al Chaco donde ella se desempeñó como maestra rural bilingüe. Ahí es donde conoció por primera vez los problemas sociales que ahí sucedían, como los campesinos sin tierra, y la extrema pobreza en la cual vivían los indígenas.

## Poesía y militancia política
Durante el año 1947, se incorporó al Febrerismo, movimiento de tinte socialista, donde ya militaba su hermano Miguel Ángel Soler. Participó activamente en las luchas contra el dictador Morínigo, ya que deseaba combatir las desigualdades sociales que existían en el país. Después de la Guerra Civil de 1947, debió exiliarse en Buenos Aires, donde continuó en contacto con el Bloque Liberación del Febrerismo, el que defendía las posturas marxistas dentro del movimiento. Fue en el exilio donde empezó a componer poemas en lis que cuenta las experiencias que vivió.
En sus poemas están sus definiciones estéticas, su compromiso, la nostalgia por su patria. Los fechados en 1955, 1960 y 1968 contienen su testimonio desde la cárcel.

## Vuelta al Paraguay y Exilio
En 1954, Soler volvió al Paraguay, donde luchó contra los gobiernos colorados, y por la democracia. Fue detenida, por primera vez, en 1955, ya en la dictadura de Stroessner, que duraría hasta 1989. Ese mismo año, junto a otros militantes del Bloque Liberación del PRF, decidió ingresar en las filas del Partido Comunista Paraguayo (PCP), partido en el cual militaría hasta su muerte. En la Argentina, y ya divorciada de Aponte, contrajo matrimonio con un camarada de luchas, Carlos Luis Casabianca, también del PCP.  Desde entonces se suceden: el destierro, su reiterado regreso clandestino, la cárcel, la tortura y un prolongado exilio. En 1968, se vio obligada a ir, nuevamente al exilio. En distintos períodos, vivieron en Uruguay, Argentina, Chile y Suecia, sin que ella abandonara su actividad política y literaria. Volvió finalmente a Buenos Aires, Argentina, donde falleció el 19 de noviembre de 1985. No alcanzó a ver el fin de la dictadura de Stroessner. No tuvo la dicha de "volver".

## Artes Plásticas
Carmen Soler encontró además, en la plástica, una nueva manera de expresarse.
Comenzó pintando pequeñas figuras de madera, platos y piezas de alfarería, representando algunos personajes típicos de la leyenda guaraní.
Viviendo en Chile mostró una desconocida habilidad para modelar delicadas flores en miga de pan y creó finas miniaturas utilizando conchillas de mar. 
En Suecia pintó también algunos cuadros. Muchos de estos reflejan su dolor ante la desaparición de su hermano a manos de la policía de Stroessner.
Otras pinturas pueden haber quedado en Estocolmo o en Moscú.  Dos de esos cuadros se observan parcialmente en una foto tomada en la Unión Soviética durante una reunión de mujeres.

## Obras
Las obras editadas de Carmen Soler son:
- "Poemas"

Ed. Aquí, poesía. Montevideo, Uruguay. 1970
- "En la tempestad"

Ed. Cartago. Buenos Aires, Argentina. 1986
- "La alondra herida"

Ed. Arandurá. Asunción, Paraguay, 1995
- "Poesías reunidas"

Ed. Servilibro. Asunción, Paraguay, 2011
"Antología Poética"
Ed. Revista La Marea, Buenos Aires, Argentina, 2016
mar de norte

## Homenajes
Desde el retorno de la democracia en 1989, la figura de Carmen Soler, ha sido homenajeada:
- Por Ordenanza Municipal JM/ N.º 23/92, de la ciudad de Asunción, se llamó Carmen Soler, al tramo de la ex Mcal. Estigarribia, desde la diagonal Juan Carlos Moreno González hasta la avenida Choferes del Chaco.
- Sus obras han sido reeditadas, como una edición de "La Alondra herida", por la editorial Arandurá de Asunción.
- La Secretaría de la Mujer de la Presidencia de la República del Paraguay, a cargo de Gloria Rubín, publicó Poesías reunidas, primer ejemplar de la colección "Mujeres Paraguayas en el  Bicentenario",  presentado en el día de la mujer paraguaya el 24 de febrero de 2011.
- Su hija, María Eugenia Aponte Soler, que preparó la "Antología poética" de Carmen Soler publicada en Buenos Aires, protagonizó las presentaciones en la Feria del Libro de Buenos Aires y en Asunción en el CCJS, ambas en 2016.
- Su nieta, la actriz argentina Paula Rosenfeld, hizo un unipersonal "Alondra ... alma profunda de la vida", basado en la obra de Soler, presentada en Asunción (2005, 2016) y representada luego en Buenos Aires; Gral. Roca - Río Negro; San Martín de los Andes - Neuquén; Tucumán y en los sucesivos Encuentros Nacionales de Mujeres, que se realizan anualmente en distintas provincias argentinas.
- El PCP, ha hecho constantes homenajes públicos a la artista.

## Legado
Desde 2017 el Colectivo José Asunción Flores organiza cada año el Concurso de Poesía Carmen Soler en guaraní y castellano. Este concurso es un proyecto sin ánimo de lucro iniciado en Paraguay, que pretende traer al presente los esfuerzos de la poeta en propagar mediante la participación en la cultura la cosmovisión y la voz de los pueblos del mundo. Desde su primera edición han participado poetas de más de veinte países.

#### Ganadores de la edición 2022[4]
- Redacción castellana: Nelson Darío Larroza Martínez.
- Redacción guaraní: Victorino Cardozo Ovando.